# 本町 (松戸市)
本町（ほんちょう）は、千葉県松戸市の地名。郵便番号は271-0091。

## 地理
東日本旅客鉄道（JR東日本）常磐線・京成電鉄松戸線の松戸駅の西側に位置する。松戸駅西側から江戸川堤防へ向かう道（駅前大通り）が町の中心を抜けている。この地域には小字はない。
北側は根本、東側は根本と松戸、南側と西側は松戸と接している。

## 歴史
元々は根本と松戸の一部だったが、1974年（昭和49年）2月の松戸駅西口の都市改造完成により分離独立した。

## 世帯数と人口
2019年（令和元年）12月31日現在の世帯数と人口は以下の通りである。
| 大字 | 世帯数  | 人口    |
| ---- | ------- | ------- |
| 本町 | 832世帯 | 1,225人 |

## 小・中学校の学区
市立小・中学校に通う場合、学区は以下の通りとなる。
| 大字 | 番地 | 小学校             | 中学校             |
| ---- | ---- | ------------------ | ------------------ |
| 本町 | 全域 | 松戸市立中部小学校 | 松戸市立第一中学校 |

## 交通
域内を通っている鉄道はない。最寄り駅は東日本旅客鉄道（JR東日本）常磐線・京成電鉄松戸線の松戸駅。

### バス
- 松戸駅 - 松戸本町 - 各行き先

※松戸駅#バス路線（西口） も参照のこと。

### 道路

#### 主要地方道
- 千葉県道5号松戸野田線（旧水戸街道・流山街道・鮮魚街道）
- 千葉県道38号松戸停車場線（駅前大通りの一部）

#### その他
- 高砂通り
- 松ノ木通り
- 本町中通り
- きてみてまつど通り

## 施設

### 行政
- 松戸観光案内所

### 公共
- 松戸市民劇場
- 松戸西口公園

### 金融機関
- みずほ銀行松戸支店
- 三井住友信託銀行松戸支店
- 千葉銀行松戸支店
- 群馬銀行松戸支店

### 医療
- 東葛クリニックみらい

### 事業所
- 松戸公産